# Mesosemia maeotis
Mesosemia maeotis is een vlindersoort uit de familie van de prachtvlinders (Riodinidae), onderfamilie Riodininae.
Mesosemia maeotis werd in 1859 beschreven door Hewitson.